# Leymus mollis
Élyme des sables d'Amérique
Espèce
Leymus mollis, l'élyme des sables d'Amérique est une espèce de plantes herbacées de la famille des Poaceae.

## Liste des sous-espèces
Selon NCBI (5 juin 2014) :
- sous-espèce Leymus mollis subsp. villosissimus

Selon Tropicos (5 juin 2014) (Attention liste brute contenant possiblement des synonymes) :
- sous-espèce Leymus mollis subsp. interior (Hultén) Á. Löve & D. Löve
- sous-espèce Leymus mollis subsp. mollis : Élyme des sables d'Amérique[4]
- sous-espèce Leymus mollis subsp. villosissimus (Scribn.) Á. Löve & D. Löve : Élyme des sables velu[5]